# パーシー・ジョンソン・マーシャル
パーシー・ジョンソン・マーシャル（Percy E A Johnson-Marshall、1915年1月20日 - 1993年7月14日）は、インド生まれのイギリスの都市計画家。 地域プランナー、都市研究者。1959年からエディンバラ大学で教鞭をとり、1964年には都市設計および地域計画講座教授に就任した。 
1962年からエディンバラ大学のマスタープランを委託され、都市計画コンサルタント会社パーシージョンソン・マーシャル・アンド・アソシエイツ（PJMA）を設立。英国のほか海外での再開発に関わっていく。その後ブラジルのサンパウロ、ポルトガルのポルト、イスラマバードなどの各都市、またイギリス国内ではニューキャッスルや北アイルランド、マンチェスターなどの都市マスタープランを手がけている。